# Университет Солуси
Университет Солуси (англ. Solusi University) — частный университет с совместным обучением в Булавайо, Зимбабве.
Первоначально созданный в 1894 году, институт получил разрешение правительства Республики Зимбабве на основании акта парламента на деятельность в качестве университета в 1994 году. Как университет он впервые открылся 4 октября 1994 года и стал первым частным высшим учебным заведением в стране. После предоставления правительством хартии он был переименован в Университет Солуси. Университет следует американским образцам оценок, а также учебным планам в области бизнеса, исследований и гуманитарных наук. Он принадлежит Церкви адвентистов седьмого дня и является частью системы образования адвентистов седьмого дня, второй по величине христианской школьной системы в мире.

## История
Миссия Солуси была первым миссионерским пунктом адвентистов седьмого дня в Африке. Она была основана в 1894 году на 12 000 акрах (49 км²) земли, подаренной Сесилом Родсом, премьер-министром Капской колонии, Питеру Весселсу и Асе Т. Робинсону. 31 октября 1956 года Попечительский совет Генеральной конференции адвентистов седьмого дня утвердил миссионерскую школу Солуси как колледж. В 1958 году Колледж Солуси присваивал степени бакалавра церковным служителям по всей южной и центральной Африке, чтобы удовлетворить потребности растущего числа членов церкви. Позже были проведены переговоры о присоединении к университету адвентистов седьмого дня в Соединённых Штатах. В октябре 1984 года колледж Солуси стал филиалом Университета Эндрюса. В течение 10 лет после присоединения к Университету Эндрюса Колледж Солуси быстро рос. Были добавлены новые курсы, и число учащихся увеличилось на 500%. В 1991 году колледж Солуси подал заявку на получение статуса частного университета. В марте 1992 года Национальный совет посетил Колледж Солуси. В июле 1994 года хартией был учреждён Университет Солуси. 4 мая 1995 года Его Превосходительство Роберт Габриэль Мугабе вручил Устав Университета Солуси ректору доктору И. Д. Раэлли. Мугабе стал первым выпускником, получившим почётную степень доктора юридических наук. С созданием Университета Солуси в августе 1998 года выдача степеней Университета Эндрюса устарела.
В университете 105 преподавателей, а соотношение студентов и преподавателей составляет 3:1.